# Ukraine aux Jeux olympiques d'été de 2024
L'Ukraine participe aux Jeux olympiques de 2024 à Paris. Il s'agit de sa 8e participation à des Jeux olympiques d'été.

## Nombre d’athlètes qualifiés par sport
Voici la liste des qualifiés et sélectionnés ukrainiens par sport (remplaçants compris) :
| Sport                                                                               | Hommes | Femmes | Total |
| ----------------------------------------------------------------------------------- | ------ | ------ | ----- |
| Athlétisme                                                                          |        |        |       |
| Aviron                                                                              |        |        |       |
| Badminton                                                                           |        |        |       |
| Basket-ball                                                                         |        |        |       |
| Boxe                                                                                |        |        |       |
| Breakdance                                                                          |        |        |       |
| Canoë-kayak                                                                         |        |        |       |
| Cyclisme                                                                            |        |        |       |
| Équitation                                                                          |        |        |       |
| Escalade                                                                            |        |        |       |
| Escrime                                                                             |        |        |       |
| Football                                                                            |        |        |       |
| Golf                                                                                |        |        |       |
| Gymnastique                                                                         |        |        |       |
| Haltérophilie                                                                       |        |        |       |
| Handball                                                                            |        |        |       |
| Judo                                                                                |        |        |       |
| Lutte                                                                               |        |        |       |
| Sports aquatiques • Natation sportive • Plongeon • Natation artistique • Water-polo |        |        |       |
| Pentathlon moderne                                                                  |        |        |       |
| Rugby à sept                                                                        |        |        |       |
| Skateboard                                                                          |        |        |       |
| Surf                                                                                |        |        |       |
| Taekwondo                                                                           |        |        |       |
| Tennis                                                                              |        |        |       |
| Tennis de table                                                                     |        |        |       |
| Tir                                                                                 |        |        |       |
| Tir à l'arc                                                                         |        |        |       |
| Triathlon                                                                           |        |        |       |
| Voile                                                                               |        |        |       |
| Volley-ball • En salle • Beach-volley                                               |        |        |       |
| Total                                                                               |        |        |       |

## Bilan général
| Sport               | Médaille d'or, Jeux olympiques | Médaille d'argent, Jeux olympiques | Médaille de bronze, Jeux olympiques | Total | Rang pays |
| ------------------- | ------------------------------ | ---------------------------------- | ----------------------------------- | ----- | --------- |
| Athlétisme          | 1                              |                                    | 2                                   | 3     |           |
| Aviron              |                                |                                    |                                     |       |           |
| Badminton           |                                |                                    |                                     |       |           |
| Basket-ball         |                                |                                    |                                     |       |           |
| Boxe                | 1                              |                                    |                                     |       |           |
| Breakdance          |                                |                                    |                                     |       |           |
| Canoë-kayak         |                                | 1                                  |                                     |       |           |
| Cyclisme            |                                |                                    |                                     |       |           |
| Équitation          |                                |                                    |                                     |       |           |
| Escalade            |                                |                                    |                                     |       |           |
| Escrime             | 1                              |                                    | 1                                   | 2     |           |
| Football            |                                |                                    |                                     |       |           |
| Golf                |                                |                                    |                                     |       |           |
| Gymnastique         |                                | 1                                  |                                     | 1     |           |
| Haltérophilie       |                                |                                    |                                     |       |           |
| Handball            |                                |                                    |                                     |       |           |
| Judo                |                                |                                    |                                     |       |           |
| Lutte               |                                | 2                                  | 1                                   | 3     |           |
| Natation            |                                |                                    |                                     |       |           |
| Natation artistique |                                |                                    |                                     |       |           |
| Pentathlon moderne  |                                |                                    |                                     |       |           |
| Plongeon            |                                |                                    |                                     |       |           |
| Rugby à sept        |                                |                                    |                                     |       |           |
| Skateboard          |                                |                                    |                                     |       |           |
| Surf                |                                |                                    |                                     |       |           |
| Taekwondo           |                                |                                    |                                     |       |           |
| Tennis              |                                |                                    |                                     |       |           |
| Tennis de table     |                                |                                    |                                     |       |           |
| Tir                 |                                | 1                                  |                                     | 1     |           |
| Tir à l'arc         |                                |                                    |                                     |       |           |
| Triathlon           |                                |                                    |                                     |       |           |
| Voile               |                                |                                    |                                     |       |           |
| Volley-Ball         |                                |                                    |                                     |       |           |
| Water-polo          |                                |                                    |                                     |       |           |
| Total               | 3                              | 5                                  | 4                                   | 12    |           |

| Jour       | Médaille d'or, Jeux olympiques | Médaille d'argent, Jeux olympiques | Médaille de bronze, Jeux olympiques | Total |
| ---------- | ------------------------------ | ---------------------------------- | ----------------------------------- | ----- |
| 26 juillet |                                |                                    |                                     |       |
| 27 juillet |                                |                                    |                                     |       |
| 28 juillet |                                |                                    |                                     |       |
| 29 juillet |                                |                                    | 1                                   | 1     |
| 30 juillet |                                |                                    |                                     |       |
| 31 juillet |                                |                                    |                                     |       |
| 1er août   |                                | 1                                  |                                     | 1     |
| 2 août     |                                |                                    |                                     |       |
| 3 août     | 1                              |                                    |                                     | 1     |
| 4 août     | 1                              |                                    | 2                                   | 1     |
| 5 août     |                                |                                    |                                     |       |
| 6 août     |                                |                                    |                                     |       |
| 7 août     | 1                              |                                    |                                     |       |
| 8 août     |                                | 1                                  | 1                                   | 2     |
| 9 août     |                                | 1                                  |                                     |       |
| 10 août    |                                | 1                                  |                                     |       |
| 11 août    |                                |                                    |                                     |       |
| Total      | 3                              | 5                                  | 4                                   | 12    |

| Sexe   | Médaille d'or, Jeux olympiques | Médaille d'argent, Jeux olympiques | Médaille de bronze, Jeux olympiques | Total |
| ------ | ------------------------------ | ---------------------------------- | ----------------------------------- | ----- |
| Hommes |                                | 1                                  |                                     |       |
| Femmes |                                |                                    | 1                                   | 1     |
| Mixte  |                                |                                    |                                     |       |
| Total  |                                | 1                                  | 1                                   | 1     |

1

## Médaillés
| Sport      | Discipline                | Athlète(s)                                                     | Performance                      | Date        |
| ---------- | ------------------------- | -------------------------------------------------------------- | -------------------------------- | ----------- |
| Escrime    | Sabre féminin par équipes | Olga Kharlan Alina Komashchuk Olena Kravatska Yuliya Bakastova | 45 - 42 contre Corée du Sud      | 3 août 2024 |
| Athlétisme | Saut en hauteur féminin   | Yaroslava Mahuchikh                                            | 2’’00                            | 4 août 2024 |
| Boxe       | poids mi-lourds hommes    | Oleksandr Khyzhniak                                            | 3 - 2 contre Nurbek Oralbay (en) | 7 août      |

| Sport       | Discipline                                  | Athlète(s)                             | Performance                       | Date     |
| ----------- | ------------------------------------------- | -------------------------------------- | --------------------------------- | -------- |
| Tir         | carabine à 50 m 3 positions hommes          | Serhiy Kulish                          | 461,3                             | 1er août |
| Gymnastique | barres parallèles hommes                    | Illia Kovtun                           | 15,500                            | 5 août   |
| Lutte       | Lutte gréco-romaine - moins de 67 kg hommes | Parviz Nasibov                         | Saeid Esmaeili (en) Défaite 5 - 6 | 8 août   |
| Lutte       | Lutte libre - moins de 62 kg femmes         | Iryna Koliadenko                       | Sakura Motoki Défaite 1 - 12      | 10 août  |
| Canoë-kayak | C2 500 mètres femmes                        | Liudmyla Luzan Anastasiia Chetverikova | 1 min 54 s 30                     | 9 août   |

| Sport      | Discipline                                | Athlète(s)        | Performance                          | Date        |
| ---------- | ----------------------------------------- | ----------------- | ------------------------------------ | ----------- |
| Athlétisme | Saut en hauteur féminin                   | Eleanor Patterson | 1,95 m                               | 4 août      |
| Athlétisme | Lancer du marteau masculin                | Mykhaylo Kokhan   | 79.39                                | 4 août      |
| Escrime    | Sabre féminin individuel                  | Olga Kharlan      | 15 - 14 contre Choi Se-bin           | 29 juillet  |
| Lutte      | Lutte gréco-romaine moins de 87 kg hommes | Zhan Beleniuk     | 3 - 1 contre Arkadiusz Kułynycz (en) | 8 août 2024 |

## Résultats

### Athlétisme

#### Hommes
| Athlètes      | Épreuve      | Premier tour (ou tour préliminaire) | Premier tour (ou tour préliminaire) | Repêchage (ou premier tour) | Repêchage (ou premier tour) | Demi-finales | Demi-finales | Finale          | Finale  |
| Athlètes      | Épreuve      | Temps                               | Rang                                | Temps                       | Rang                        | Temps        | Rang         | Temps           | Rang    |
| ------------- | ------------ | ----------------------------------- | ----------------------------------- | --------------------------- | --------------------------- | ------------ | ------------ | --------------- | ------- |
| Ryo Hamanishi | 400 m        | 45 s 71                             | 5e                                  | 45 s 59                     | 5e                          | Éliminé      | Éliminé      | Éliminé         | Éliminé |
| Ihor Hlavan   | 20 km marche | Non disputé                         | Non disputé                         | Non disputé                 | Non disputé                 | Non disputé  | Non disputé  | 1 h 24 min 52 s | 40e     |

| Athlètes          | Épreuve           | Qualification | Qualification | Finale      | Finale                              |
| Athlètes          | Épreuve           | Performance   | Rang          | Performance | Rang                                |
| ----------------- | ----------------- | ------------- | ------------- | ----------- | ----------------------------------- |
| Oleh Dorochtchouk | Saut en hauteur   | 2,24 m        | 11e           | 2,31 m      | 6e                                  |
| Vladyslav Lavskyy | Saut en hauteur   | 2,15 m        | 26e           | Éliminé     | Éliminé                             |
| Vernon Turner     | Saut en hauteur   | NM            | -             | Éliminé     | Éliminé                             |
| Roman Kokoshko    | Lancer du poids   | 19,36 m       | 22e           | Éliminé     | Éliminé                             |
| Mykhaylo Kokhan   | Lancer du marteau | 77,42 m       | 3e            | 79,39 m     | Médaille de bronze, Jeux olympiques |
| Artur Felfner     | Lancer du javelot | 81,84 m       | 15e           | Éliminé     | Éliminé                             |

#### Femmes
| Athlètes            | Épreuve      | Premier tour (ou tour préliminaire) | Premier tour (ou tour préliminaire) | Repêchage (ou premier tour) | Repêchage (ou premier tour) | Demi-finales | Demi-finales | Finale          | Finale   |
| Athlètes            | Épreuve      | Temps                               | Rang                                | Temps                       | Rang                        | Temps        | Rang         | Temps           | Rang     |
| ------------------- | ------------ | ----------------------------------- | ----------------------------------- | --------------------------- | --------------------------- | ------------ | ------------ | --------------- | -------- |
| Hanna Ryzhykova     | 400 m haies  | 55 s 13                             | 4e                                  | 54 s 95                     | 2e                          | 55 s 65      | 7e           | Éliminée        | Éliminée |
| Viktoria Tkatchouk  | 400 m haies  | 58 s 10                             | 8e                                  | 59 s 40                     | 7e                          | Éliminée     | Éliminée     | Éliminée        | Éliminée |
| Lyudmyla Olyanovska | 20 km marche | Non disputé                         | Non disputé                         | Non disputé                 | Non disputé                 | Non disputé  | Non disputé  | 1 h 29 min 55 s | 14e      |
| Mariia Sakharuk     | 20 km marche | Non disputé                         | Non disputé                         | Non disputé                 | Non disputé                 | Non disputé  | Non disputé  | 1 h 30 min 12 s | 17e      |
| Olena Sobchuk       | 20 km marche | Non disputé                         | Non disputé                         | Non disputé                 | Non disputé                 | Non disputé  | Non disputé  | 1 h 31 min 12 s | 20e      |

| Athlètes              | Épreuve           | Qualification | Qualification | Finale      | Finale                              |
| Athlètes              | Épreuve           | Performance   | Rang          | Performance | Rang                                |
| --------------------- | ----------------- | ------------- | ------------- | ----------- | ----------------------------------- |
| Yaroslava Mahuchikh   | Saut en hauteur   | 1,95 m        | 1re           | 2,00 m      | Médaille d'or, Jeux olympiques      |
| Iryna Gerashchenko    | Saut en hauteur   | 1,95 m        | 4e            | 1,95 m      | Médaille de bronze, Jeux olympiques |
| Yuliya Levchenko      | Saut en hauteur   | NM            | -             | Éliminée    | Éliminée                            |
| Maryna Bekh-Romanchuk | Triple saut       | 14,30 m       | 8e            | 13,98 m     | 11e                                 |
| Olha Korsun           | Triple saut       | 13,06 m       | 29e           | Éliminée    | Éliminée                            |
| Iryna Klymets         | Lancer du marteau | 66,95 m       | 26e           | Éliminée    | Éliminée                            |

#### Mixte
| Athlètes                                                            | Épreuve          | Premier tour  | Premier tour | Finale         | Finale   |
| Athlètes                                                            | Épreuve          | Temps         | Rang         | Temps          | Rang     |
| ------------------------------------------------------------------- | ---------------- | ------------- | ------------ | -------------- | -------- |
| Oleksandr Pohorilko Tetyana Melnyk Danylo Danylenko Maryana Shostak | Relais 4 × 400 m | 3 min 15 s 51 | 6e           | Éliminés       | Éliminés |
| Ivan Banzeruk Lyudmyla Olyanovska                                   | 35 km marche     | Non disputé   | Non disputé  | 3 h 1 min 50 s | 17e      |

### Aviron
| Athlètes                      | Compétition                | Série        | Série | Repêchage    | Repêchage | Demi-finale   | Demi-finale | Finale                 | Finale |
| Athlètes                      | Compétition                | Temps        | Rang  | Temps        | Rang      | Temps         | Rang        | Temps                  | Rang   |
| ----------------------------- | -------------------------- | ------------ | ----- | ------------ | --------- | ------------- | ----------- | ---------------------- | ------ |
| Igor Khmara Stanislav Kovalov | Deux de couple poids léger | 7 min 0 s 13 | 4e    | 6 min 46 s 5 | 2e        | 6 min 37 s 35 | 5e          | Finale B 6 min 26 s 32 | 5e     |

| Athlètes                                                                       | Compétition      | Série        | Série | Repêchage | Repêchage | Demi-finale | Demi-finale | Finale       | Finale |
| Athlètes                                                                       | Compétition      | Temps        | Rang  | Temps     | Rang      | Temps       | Rang        | Temps        | Rang   |
| ------------------------------------------------------------------------------ | ---------------- | ------------ | ----- | --------- | --------- | ----------- | ----------- | ------------ | ------ |
| Yevheniya Dovhodko Kateryna Dudchenko Daryna Verkhohliad Anastasiya Kozhenkova | Quatre de couple | 6 min 20 s 9 | 2e    | Exemptées | Exemptées | Non disputé | Non disputé | 6 min 23 s 5 | 5e     |

### Badminton
| Athlète        | Compétition  | Phase de groupes               | Phase de groupes       | Phase de groupes | 1/8e de finale   | Quarts de finale | Demi-finales     | Finale / 3e place | Finale / 3e place |
| Athlète        | Compétition  | Adversaire Score               | Adversaire Score       | Rang             | Adversaire Score | Adversaire Score | Adversaire Score | Adversaire Score  | Rang              |
| -------------- | ------------ | ------------------------------ | ---------------------- | ---------------- | ---------------- | ---------------- | ---------------- | ----------------- | ----------------- |
| Polina Buhrova | Simple dames | Gregoria Mariska Tunjung D 2-0 | Tereza Švábíková V 2-1 | 2e du gr. G      | Éliminée         | Éliminée         | Éliminée         | Éliminée          | Éliminée          |

### Boxe
| Athlètes            | Catégorie                   | 1/16e de finale     | 1/8e de finale        | Quart de finale         | Demi-finale         | Finale               | Rang                           |
| Athlètes            | Catégorie                   | Adversaire Résultat | Adversaire Résultat   | Adversaire Résultat     | Adversaire Résultat | Adversaire Résultat  | Rang                           |
| ------------------- | --------------------------- | ------------------- | --------------------- | ----------------------- | ------------------- | -------------------- | ------------------------------ |
| Aider Abduraimov    | Poids plumes (-57 kg)       | Exempté             | Javier Ibáñez D 0-5   | Éliminé                 | Éliminé             | Éliminé              | 9e                             |
| Oleksandr Khyzhniak | Poids mi-lourds (-80 kg)    | Exempté             | Pylyp Akilov V 4-0    | Wanderley Pereira V 5-0 | Arlen López V 3-2   | Nurbek Oralbay V 3-2 | Médaille d'or, Jeux olympiques |
| Dmytro Lovchynskyi  | Poids super-lourds (-92 kg) | Exempté             | Teremoana Junior D KO | Éliminé                 | Éliminé             | Éliminé              | 9e                             |

### Breakdance
| Athlète         | Surnom | Catégorie | Phase préliminaire             | Phase préliminaire               | Phase préliminaire             | Quart de finale             | Demi-finale                 | Finale                      | Rang |
| Athlète         | Surnom | Catégorie | Tour 1                         | Tour 2                           | Tour 3                         | Adversaire Résultat (Votes) | Adversaire Résultat (Votes) | Adversaire Résultat (Votes) | Rang |
| Athlète         | Surnom | Catégorie | Adversaire Résultat (Votes)    | Adversaire Résultat (Votes)      | Adversaire Résultat (Votes)    | Adversaire Résultat (Votes) | Adversaire Résultat (Votes) | Adversaire Résultat (Votes) | Rang |
| --------------- | ------ | --------- | ------------------------------ | -------------------------------- | ------------------------------ | --------------------------- | --------------------------- | --------------------------- | ---- |
| Oleg Kuznietsov | Kuzya  | B-Boys    | J Attack Victoire 2(17) - 0(1) | Phil Wizard Défaite 1(8) - 1(10) | Dany Dann Défaite 0(4) - 2(14) | Éliminée                    | Éliminée                    | Éliminée                    | 9e   |

| Athlète           | Surnom  | Catégorie | Phase préliminaire            | Phase préliminaire            | Phase préliminaire           | Quart de finale             | Demi-finale                 | Finale                      | Rang |
| Athlète           | Surnom  | Catégorie | Tour 1                        | Tour 2                        | Tour 3                       | Adversaire Résultat (Votes) | Adversaire Résultat (Votes) | Adversaire Résultat (Votes) | Rang |
| Athlète           | Surnom  | Catégorie | Adversaire Résultat (Votes)   | Adversaire Résultat (Votes)   | Adversaire Résultat (Votes)  | Adversaire Résultat (Votes) | Adversaire Résultat (Votes) | Adversaire Résultat (Votes) | Rang |
| ----------------- | ------- | --------- | ----------------------------- | ----------------------------- | ---------------------------- | --------------------------- | --------------------------- | --------------------------- | ---- |
| Kateryna Pavlenko | Kate    | B-Girls   | Carlota Victoire 2(15) - 0(3) | Ayumi Victoire 1(12) - 1(6)   | Stefani Défaite 1(8) - 1(10) | 671 Défaite 0(7) - 3(20)    | Éliminée                    | Éliminée                    | 6e   |
| Anna Ponomarenko  | Stefani | B-Girls   | Ayumi Défaite 1(8) - 1(10)    | Carlota Victoire 2(12) - 1(6) | Kate Victoire 1(10) - 1(8)   | Éliminée                    | Éliminée                    | Éliminée                    | 9e   |

### Canoë-kayak

#### Course en ligne
| Athlète                                                 | Compétition | Séries        | Séries | Quarts de finale | Quarts de finale | Demi-finales  | Demi-finales | Finales A, B, C | Finales A, B, C |
| Athlète                                                 | Compétition | Temps         | Rang   | Temps            | Rang             | Temps         | Rang         | Temps           | Rang            |
| ------------------------------------------------------- | ----------- | ------------- | ------ | ---------------- | ---------------- | ------------- | ------------ | --------------- | --------------- |
| Pavlo Altukhov                                          | C1 1 000 m  | 4 min 11 s 32 | 5e     | 3 min 51 s 58    | 3e               | Éliminé       | Éliminé      | Éliminé         | 17e             |
| Oleh Kukharyk Ihor Trunov                               | K2 500 m    | 1 min 31 s 24 | 4e     | 1 min 29 s 68    | 6e               | Éliminés      | Éliminés     | Éliminés        | 18e             |
| Oleh Kukharyk Dmytro Danylenko Ihor Trunov Ivan Semykin | K4 500 m    | 1 min 21 s 55 | 4e     | 1 min 20 s 94    | 5e               | 1 min 20 s 67 | 4e           | 1 min 21 s 01   | 4e              |

| Athlète                            | Compétition | Séries        | Séries | Quarts de finale | Quarts de finale | Demi-finales  | Demi-finales | Finales A, B, C | Finales A, B, C                    |
| Athlète                            | Compétition | Temps         | Rang   | Temps            | Rang             | Temps         | Rang         | Temps           | Rang                               |
| ---------------------------------- | ----------- | ------------- | ------ | ---------------- | ---------------- | ------------- | ------------ | --------------- | ---------------------------------- |
| Anastasiia Rybachok                | C1 200 m    | 47 s 04       | 4e     | 47 s 11          | 1re              | 47 s 76       | 8e           | 47 s 71         | 14e                                |
| Liudmyla Luzan                     | C1 200 m    | 48 s 42       | 4e     | 47 s 42          | 1re              | 46 s 67       | 5e           | DNS             | 16e                                |
| Liudmyla Luzan Anastasiia Rybachok | C2 500 m    | 1 min 55 s 88 | 2e     | Exemptées        | Exemptées        | 1 min 56 s 62 | 3e           | 1 min 54 s 30   | Médaille d'argent, Jeux olympiques |
| Mariya Povkh                       | K1 500 m    | 1 min 51 s 13 | 4e     | 1 min 52 s 09    | 3e               | 1 min 52 s 51 | 6e           | 2 min 0 s 94    | 24e                                |

#### Slalom
| Athlète      | Compétition | Éliminatoires | Éliminatoires | Éliminatoires | Éliminatoires | Éliminatoires  | Éliminatoires | Demi-finales | Demi-finales | Finale   | Finale |
| Athlète      | Compétition | Manche 1      | Manche 1      | Manche 2      | Manche 2      | Meilleur temps | Rang          | Demi-finales | Demi-finales | Finale   | Finale |
| Athlète      | Compétition | Temps         | Rang          | Temps         | Rang          | Meilleur temps | Rang          | Temps        | Rang         | Temps    | Rang   |
| ------------ | ----------- | ------------- | ------------- | ------------- | ------------- | -------------- | ------------- | ------------ | ------------ | -------- | ------ |
| Viktoriia Us | C1 femmes   | 113 s 67      | 16e           | 106 s 09      | 6e            | 106 s 09       | 9e            | 114 s 26     | 8e           | 117 s 98 | 11e    |
| Viktoriia Us | K1 femmes   | 100 s 42      | 16e           | 98 s 65       | 18e           | 98 s 65        | 18e           | 120 s 76     | 18e          | Éliminée | 18e    |

| Athlète      | Compétition | Contre-la-montre | Contre-la-montre | Séries | Premier tour | Quarts de finale | Demi- finales | Finale | Rang |
| Athlète      | Compétition | Temps            | Rang             | Rang   | Rang         | Rang             | Rang          | Rang   | Rang |
| ------------ | ----------- | ---------------- | ---------------- | ------ | ------------ | ---------------- | ------------- | ------ | ---- |
| Viktoriia Us | KX1 femmes  | 78 s 18          | 26e              | 2e     | 2e           | 3e               | Éliminée      | 11e    |      |

### Cyclisme

#### Route
| Athlète         | Compétition     | Temps           | Rang |
| --------------- | --------------- | --------------- | ---- |
| Anatoliy Budyak | Course en ligne | 6 h 39 min 27 s | 66e  |

| Athlète         | Compétition      | Temps           | Rang |
| --------------- | ---------------- | --------------- | ---- |
| Julia Biryukova | Course en ligne  | 4 h 10 min 47 s | 67e  |
| Julia Biryukova | Contre-la-montre | 44 min 43 s 73  | 27e  |

#### VTT
| Athlète          | Compétition | Temps    | Rang |
| ---------------- | ----------- | -------- | ---- |
| Oleksandr Hudyma | Hommes      | à 1 tour | 32e  |
| Yana Belomoina   | Femmes      | à 1 tour | 26e  |

### Escalade
| Athlète        | Compétition | Qualifications | Qualifications | Qualifications | Qualifications | Qualifications | Quart de finale | Quart de finale | Demi-finale | Demi-finale | Finale / classement | Finale / classement |
| Athlète        | Compétition | Temps A        | Temps B        | Rang           | Adversaire     | Résultat       | Adversaire      | Résultat        | Adversaire  | Résultat    | Adversaire          | Résultat            |
| -------------- | ----------- | -------------- | -------------- | -------------- | -------------- | -------------- | --------------- | --------------- | ----------- | ----------- | ------------------- | ------------------- |
| Yaroslav Tkach | Hommes      | 5 s 11         | 5 s 13         | 7e             | Bassa Mawem    | 5 s 17         | Éliminé         | Éliminé         | Éliminé     | Éliminé     | Éliminé             | Éliminé             |

| Athlète             | Compétition | Demi-finale | Demi-finale | Demi-finale | Demi-finale | Finale   | Finale     | Finale   | Finale   |
| Athlète             | Compétition | Bloc        | Difficulté  | Total       | Rang        | Bloc     | Difficulté | Total    | Rang     |
| ------------------- | ----------- | ----------- | ----------- | ----------- | ----------- | -------- | ---------- | -------- | -------- |
| Ievgeniia Kazbekova | Femmes      | 39,5        | 45,1        | 84,6        | 15e         | Éliminée | Éliminée   | Éliminée | Éliminée |

### Escrime
| Athlète                                                                  | Compétition       | 1/32 de finale                 | Seizièmes de finale                     | Huitièmes de finale           | Quarts de finale                   | Demi-finales / Classement | Finale / Classement         | Rang                                |
| Athlète                                                                  | Compétition       | Adversaire Score               | Adversaire Score                        | Adversaire Score              | Adversaire Score                   | Adversaire Score          | Adversaire Score            | Rang                                |
| ------------------------------------------------------------------------ | ----------------- | ------------------------------ | --------------------------------------- | ----------------------------- | ---------------------------------- | ------------------------- | --------------------------- | ----------------------------------- |
| Dzhoan Feybi Bezhura                                                     | Épée individuelle | Exemptée                       | Auriane Mallo-Breton Défaite 13-14      | Éliminée                      | Éliminée                           | Éliminée                  | Éliminée                    | 29e                                 |
| Vlada Kharkova                                                           | Épée individuelle | Exemptée                       | Margherita Guzzi Vincenti Victoire 15-6 | Miho Yoshimura Victoire 15-10 | Auriane Mallo-Breton Défaite 10-15 | Éliminée                  | Éliminée                    | 7e                                  |
| Olena Kryvytska                                                          | Épée individuelle | Exemptée                       | Alexandra Ndolo Victoire 15-12          | Ruien Xiao Victoire 15-14     | Kong Man Wai Défaite 7-15          | Éliminée                  | Éliminée                    | 8e                                  |
| Dzhoan Feybi Bezhura Vlada Kharkova Olena Kryvytska Darja Varfolomyeyeva | Épée par équipes  | Non disputé                    | Non disputé                             | Non disputé                   | Chine Défaite 41-45                | Égypte Victoire 45-31     | Corée du Sud Défaite 38-45  | 6e                                  |
| Olha Kharlan                                                             | Sabre individuel  | Exemptée                       | Shihomi Fukushima Victoire 15-9         | Anna Bashta Victoire 15-6     | Anna Márton Victoire 15-7          | Sara Balzer Défaite 7-15  | Choi Se-bin Victoire 15-14  | Médaille de bronze, Jeux olympiques |
| Alina Komachtchouk                                                       | Sabre individuel  | Exemptée                       | Jeon Ha-young Défaite 8-15              | Éliminée                      | Éliminée                           | Éliminée                  | Éliminée                    | 26e                                 |
| Olena Kravatska                                                          | Sabre individuel  | Saoussen Boudiaf Victoire 15-8 | Misaki Emura Défaite 14-15              | Éliminée                      | Éliminée                           | Éliminée                  | Éliminée                    | 32e                                 |
| Olha Kharlan Alina Komachtchouk Olena Kravatska Yuliya Bakastova         | Sabre par équipes | Non disputé                    | Non disputé                             | Non disputé                   | Italie Victoire 45-37              | Japon Victoire 45-32      | Corée du Sud Victoire 45-42 | Médaille d'or, Jeux olympiques      |

### Football
| Épreuve          | Premier tour     | Premier tour       | Premier tour          | Premier tour | Quart de finale  | Demi-finale      | Finale / MB      | Rang |
| Épreuve          | Adversaire Score | Adversaire Score   | Adversaire Score      | Rang         | Adversaire Score | Adversaire Score | Adversaire Score | Rang |
| ---------------- | ---------------- | ------------------ | --------------------- | ------------ | ---------------- | ---------------- | ---------------- | ---- |
| Tournoi masculin | Irak Défaite 1-2 | Maroc Victoire 2-1 | Argentine Défaite 0-2 | 3e du gr. B  | Éliminés         | Éliminés         | Éliminés         | 9e   |

### Gymnastique artistique
| Athlète          | Qualifications | Qualifications | Qualifications | Qualifications | Qualifications    | Qualifications | Qualifications | Qualifications | Finale   | Finale         | Finale   | Finale   | Finale            | Finale     | Finale  | Finale |
| Athlète          | Appareil       | Appareil       | Appareil       | Appareil       | Appareil          | Appareil       | Total          | Rang           | Appareil | Appareil       | Appareil | Appareil | Appareil          | Appareil   | Total   | Rang   |
| Athlète          | Sol            | Cheval d'arçon | Anneaux        | Saut           | Barres parallèles | Barre fixe     | Total          | Rang           | Sol      | Cheval d'arçon | Anneaux  | Saut     | Barres parallèles | Barre fixe | Total   | Rang   |
| ---------------- | -------------- | -------------- | -------------- | -------------- | ----------------- | -------------- | -------------- | -------------- | -------- | -------------- | -------- | -------- | ----------------- | ---------- | ------- | ------ |
| Nazar Chepurnyi  | 15,533         | 13,000         |                | 14,866         | 14,100            | 13,033         | -              | -              | 13,366   |                |          | 14,900   |                   |            | 254,761 | 5e     |
| Illia Kovtun     | 14,533         | 13,466         | 13,066         | 14,166         | 15,166            | 12,766         | 83,163         | 11e            | 14,100   | 14,000         | 13,233   |          | 15,433            | 14,033     | 254,761 | 5e     |
| Ihor Radivilov   |                |                | 14,166         | 14,900         |                   |                | -              | -              |          |                | 14,000   | 14,766   |                   |            | 254,761 | 5e     |
| Radomyr Stelmakh | 13,366         | 14,033         | 12,933         |                | 14,600            | 13,600         | -              | -              |          | 14,033         |          |          | 14,366            | 13,666     | 254,761 | 5e     |
| Oleh Verniaïev   | 13,066         | 15,033         | 13,600         | 14,866         | 15,266            | 12,800         | 84,631         | 7e             | 13,766   | 14,833         | 13,666   | 14,800   | 15,000            | 12,800     | 254,761 | 5e     |
| Total            | 41,432         | 42,532         | 40,832         | 44,632         | 45,032            | 39,433         | 253,893        | 4e             | 41,232   | 42,866         | 40,899   | 44,466   | 44,799            | 40,499     | 254,761 | 5e     |

| Athlète         | Compétition       | Qualifications | Qualifications | Qualifications | Qualifications | Qualifications    | Qualifications | Qualifications | Qualifications | Finale   | Finale         | Finale   | Finale   | Finale            | Finale     | Finale | Finale                             |
| Athlète         | Compétition       | Appareil       | Appareil       | Appareil       | Appareil       | Appareil          | Appareil       | Total          | Rang           | Appareil | Appareil       | Appareil | Appareil | Appareil          | Appareil   | Total  | Rang                               |
| Athlète         | Compétition       | Sol            | Cheval d'arçon | Anneaux        | Saut           | Barres parallèles | Barre fixe     | Total          | Rang           | Sol      | Cheval d'arçon | Anneaux  | Saut     | Barres parallèles | Barre fixe | Total  | Rang                               |
| --------------- | ----------------- | -------------- | -------------- | -------------- | -------------- | ----------------- | -------------- | -------------- | -------------- | -------- | -------------- | -------- | -------- | ----------------- | ---------- | ------ | ---------------------------------- |
| Oleh Verniaïev  | Concours général  | 13,066         | 15,033         | 13,600         | 14,866         | 15,266            | 12,800         | 84,631         | 7e             | 14,700   | 14,633         | 13,333   | 14,266   | 15,400            | 13,833     | 86,165 | 4e                                 |
| Illia Kovtun    | Concours général  | 14,533         | 13,466         | 13,066         | 14,166         | 15,166            | 12,766         | 83,163         | 11e            | 13,933   | 14,833         | 13,533   | 14,400   | 15,000            | 12,700     | 84,399 | 8e                                 |
| Illia Kovtun    | Sol               | 14,533         | -              | -              | -              | -                 | -              | -              | 4e             | 14,533   | -              | -        | -        | -                 | -          | -      | 4e                                 |
| Oleh Verniaïev  | Cheval d'arçons   | -              | 15,033         | -              | -              | -                 | -              | -              | 5e             | -        | 14,966         | -        | -        | -                 | -          | -      | 5e                                 |
| Nazar Chepurnyi | Saut de cheval    | -              | -              | -              | 14,833         | -                 | -              | -              | 1er            | -        | -              | -        | 14,700   | -                 | -          | -      | 4e                                 |
| Ihor Radivilov  | Saut de cheval    | -              | -              | -              | 14,700         | -                 | -              | -              | 4e             | -        | -              | -        | 14,166   | -                 | -          | -      | 8e                                 |
| Illia Kovtun    | Barres parallèles | -              | -              | -              | -              | 15,166            | -              | -              | 6e             | -        | -              | -        | -        | 15,500            | -          | -      | Médaille d'argent, Jeux olympiques |
| Oleh Verniaïev  | Barres parallèles | -              | -              | -              | -              | 15,266            | -              | -              | 4e             | -        | -              | -        | -        | 13,300            | -          | -      | 8e                                 |

| Athlète          | Compétition         | Qualifications | Qualifications      | Qualifications | Qualifications | Qualifications | Qualifications | Finale   | Finale              | Finale   | Finale   | Finale   | Finale   |          |
| Athlète          | Compétition         | Appareil       | Appareil            | Appareil       | Appareil       | Total          | Rang           | Appareil | Appareil            | Appareil | Appareil | Total    | Rang     |          |
| Athlète          | Compétition         | Saut           | Barres asymétriques | Poutre         | Sol            | Total          | Rang           | Saut     | Barres asymétriques | Poutre   | Sol      | Total    | Rang     |          |
| ---------------- | ------------------- | -------------- | ------------------- | -------------- | -------------- | -------------- | -------------- | -------- | ------------------- | -------- | -------- | -------- | -------- | -------- |
| Anna Lashchevska | Concours général    | 12,833         | 13,033              | 11,866         | 12,566         | 50,298         | 49e            | Éliminée | Éliminée            | Éliminée | Éliminée | Éliminée | Éliminée | Éliminée |
| Anna Lashchevska | Saut de cheval      |                | -                   | -              | -              | -              | e              |          | -                   | -        | -        | -        | e        |          |
| Anna Lashchevska | Barres asymétriques | -              | 13,033              | -              | -              | -              | 46e            | -        | Éliminée            | -        | -        | -        | Éliminée |          |
| Anna Lashchevska | Poutre              | -              | -                   | 11,866         | -              | -              | 65e            | -        | -                   | Éliminée | -        | -        | Éliminée |          |
| Anna Lashchevska | Sol                 | -              | -                   | -              | 12,566         | -              | 48e            | -        | -                   | -        | Éliminée | -        | Éliminée |          |

### Gymnastique rythmique
| Athlète             | Qualification | Qualification | Qualification | Qualification | Qualification | Qualification | Finale | Finale | Finale | Finale | Finale  | Finale |
| Athlète             |               |               |               |               | Total         | Rang          |        |        |        |        | Total   | Rang   |
| ------------------- | ------------- | ------------- | ------------- | ------------- | ------------- | ------------- | ------ | ------ | ------ | ------ | ------- | ------ |
| Taisiia Onofriichuk | 34,250        | 35,250        | 33,750        | 32,500        | 135,750       | 4e            | 30,400 | 30,900 | 34,150 | 32,950 | 128,400 | 9e     |

| Athlètes                                                                         | Qualification | Qualification | Qualification | Qualification | Finale | Finale | Finale | Finale |
| Athlètes                                                                         | 5             | 3 + 2         | Total         | Rang          | 5      | 3 + 2  | Total  | Rang   |
| -------------------------------------------------------------------------------- | ------------- | ------------- | ------------- | ------------- | ------ | ------ | ------ | ------ |
| Valerija Peremeta Diana Baieva Alina Melnyk Mariia Vysotschanska Kira Schyrykina | 35,450        | 33,500        | 68,950        | 3e            | 36,550 | 29,150 | 65,700 | 7e     |

### Haltérophilie
| Athlète        | Compétition    | Arraché  | Arraché | Épaulé-jeté | Épaulé-jeté | Total  | Rang |
| Athlète        | Compétition    | Résultat | Rang    | Résultat    | Rang        | Total  | Rang |
| -------------- | -------------- | -------- | ------- | ----------- | ----------- | ------ | ---- |
| Kamila Konotop | Moins de 59 kg | 104 kg   | 5e      | 123 kg      | 7e          | 227 kg | 7e   |

### Judo
| Athlète           | Compétition    | 1er tour                             | 2e tour                              | Quart de finale     | Demi-finale         | Repêchage           | Finale / CB         | Rang |
| Athlète           | Compétition    | Adversaire Résultat                  | Adversaire Résultat                  | Adversaire Résultat | Adversaire Résultat | Adversaire Résultat | Adversaire Résultat | Rang |
| ----------------- | -------------- | ------------------------------------ | ------------------------------------ | ------------------- | ------------------- | ------------------- | ------------------- | ---- |
| Dilshot Khalmatov | Moins de 60 kg | Doston Ruziev Victoire 1-0           | Yeldos Smetov Défaite 0-1            | Éliminé             | Éliminé             | Éliminé             | Éliminé             | 9e   |
| Bohdan Iadov      | Moins de 66 kg | Kubanychbek Aibek Uulu Victoire 11-0 | Yondonperenlein Baskhüü Défaite 0-10 | Éliminé             | Éliminé             | Éliminé             | Éliminé             | 9e   |

| Athlète               | Compétition    | 1er tour                  | 2e tour                      | Quart de finale             | Demi-finale         | Repêchage                | Finale / CB         | Rang |
| Athlète               | Compétition    | Adversaire Résultat       | Adversaire Résultat          | Adversaire Résultat         | Adversaire Résultat | Adversaire Résultat      | Adversaire Résultat | Rang |
| --------------------- | -------------- | ------------------------- | ---------------------------- | --------------------------- | ------------------- | ------------------------ | ------------------- | ---- |
| Darya Bilodid         | Moins de 57 kg | Nera Tiebwa Victoire 10-0 | Haruka Funakubo Défaite 0-10 | Éliminée                    | Éliminée            | Éliminée                 | Éliminée            | 9e   |
| Yelyzaveta Lytvynenko | Moins de 78 kg | Exemptée                  | Loriana Kuka Victoire 1-0    | Alice Bellandi Défaite 0-10 | Non disputé         | Ma Zhenzhao Défaite 0-10 | Éliminée            | 5e   |
| Khrystyna Homan       | Plus de 78 kg  | Marit Kamps Défaite 0-10  | Éliminée                     | Éliminée                    | Éliminée            | Éliminée                 | Éliminée            | 17e  |

### Lutte
| Athlète                  | Compétition     | Huitièmes de finale            | Quart de finale                  | Demi-finale         | Repêchage           | Finale / CB         | Rang |
| Athlète                  | Compétition     | Adversaire Résultat            | Adversaire Résultat              | Adversaire Résultat | Adversaire Résultat | Adversaire Résultat | Rang |
| ------------------------ | --------------- | ------------------------------ | -------------------------------- | ------------------- | ------------------- | ------------------- | ---- |
| Vasyl Mykhailov          | Moins de 86 kg  | Myles Amine Défaite 4-7        | Éliminé                          | Éliminé             | Éliminé             | Éliminé             | 10e  |
| Murazi Mchedlidze        | Moins de 97 kg  | İbrahim Çiftçi Victoire 5-1    | Givi Matcharashvili Défaite 0-11 | Éliminé             | Éliminé             | Éliminé             | 5e   |
| Oleksandr Khotsianivskyi | Moins de 125 kg | Geno Petriashvili Défaite 0-11 | Éliminé                          | Éliminé             | Éliminé             | Éliminé             | 16e  |

| Athlète          | Compétition    | Huitièmes de finale               | Quart de finale             | Demi-finale                     | Repêchage           | Finale / CB                | Rang                               |
| Athlète          | Compétition    | Adversaire Résultat               | Adversaire Résultat         | Adversaire Résultat             | Adversaire Résultat | Adversaire Résultat        | Rang                               |
| ---------------- | -------------- | --------------------------------- | --------------------------- | ------------------------------- | ------------------- | -------------------------- | ---------------------------------- |
| Oksana Livach    | Moins de 50 kg | Aktenge Keunimjaeva Victoire 10-0 | Vinesh Phogat Défaite 5-7   | Éliminée                        | Éliminée            | Éliminée                   | 5e                                 |
| Alina Hrushyna   | Moins de 57 kg | Anhelina Łysak Victoire 16-13     | Helen Maroulis Défaite 4-7  | Éliminée                        | Éliminée            | Éliminée                   | 9e                                 |
| Iryna Koliadenko | Moins de 62 kg | Pürevdorjiin Orkhon Victoire 8-7  | Bilyana Dudova Victoire 7-3 | Aisuluu Tynybekova Victoire 9-2 | Non disputé         | Sakura Motoki Défaite 1-12 | Médaille d'argent, Jeux olympiques |
| Tetiana Rizhko   | Moins de 68 kg | Nisha Dahiya Défaite 4-6          | Éliminée                    | Éliminée                        | Éliminée            | Éliminée                   | 11e                                |

| Athlète        | Compétition    | Huitièmes de finale      | Quart de finale                 | Demi-finale                  | Repêchage           | Finale / CB                     | Rang                                |
| Athlète        | Compétition    | Adversaire Résultat      | Adversaire Résultat             | Adversaire Résultat          | Adversaire Résultat | Adversaire Résultat             | Rang                                |
| -------------- | -------------- | ------------------------ | ------------------------------- | ---------------------------- | ------------------- | ------------------------------- | ----------------------------------- |
| Parviz Nasibov | Moins de 67 kg | Mate Nemeš Victoire 3-2  | Amantur Ismailov Victoire 7-6   | Hasrat Djafarov Victoire 3-3 | Non disputé         | Saeid Esmaeili Défaite 5-6      | Médaille d'argent, Jeux olympiques  |
| Zhan Beleniuk  | Moins de 87 kg | Qian Haitao Victoire 7-1 | Nursultan Tursynov Victoire 7-3 | Alireza Mohmadi Défaite 3-3  | Non disputé         | Arkadiusz Kułynycz Victoire 3-1 | Médaille de bronze, Jeux olympiques |

### Natation
| Athlète              | Épreuve            | Séries        | Séries      | Demi-finales  | Demi-finales | Finale  | Finale  |
| Athlète              | Épreuve            | Temps         | Rang        | Temps         | Rang         | Temps   | Rang    |
| -------------------- | ------------------ | ------------- | ----------- | ------------- | ------------ | ------- | ------- |
| Vladyslav Bukhov     | 50 m nage libre    | 21 s 89       | 11e         | 21 s 76       | 11e          | Éliminé | 11e     |
| Mykhailo Romanchuk   | 800 m nage libre   | Non disputé   | Non disputé | 7 min 49 s 75 | 8e           | Éliminé | 17e     |
| Mykhailo Romanchuk   | 1 500 m nage libre | Non disputé   | Non disputé | DNS           | Éliminé      | Éliminé | Éliminé |
| Oleksandr Zheltyakov | 100 m dos          | 54 s 32       | 2e          | Éliminé       | Éliminé      | Éliminé | 24e     |
| Oleksandr Zheltyakov | 200 m dos          | 1 min 58 s 41 | 7e          | Éliminé       | Éliminé      | Éliminé | 20e     |
| Denys Kesil          | 200 m papillon     | 1 min 57 s 72 | 8e          | Éliminé       | Éliminé      | Éliminé | 24e     |

| Athlète             | Épreuve   | Séries       | Séries | Demi-finales | Demi-finales | Finale   | Finale |
| Athlète             | Épreuve   | Temps        | Rang   | Temps        | Rang         | Temps    | Rang   |
| ------------------- | --------- | ------------ | ------ | ------------ | ------------ | -------- | ------ |
| Nika Sharafutdinova | 100 m dos | 1 min 1 s 47 | 8e     | Éliminée     | Éliminée     | Éliminée | 22e    |

### Natation artistique
| Athlètes                              | Compétition | Programmes | Programmes | Total    | Rang |
| Athlètes                              | Compétition | Technique  | Libre      | Total    | Rang |
| ------------------------------------- | ----------- | ---------- | ---------- | -------- | ---- |
| Maryna Aleksiiva Vladyslava Aleksiiva | Duo         | 260,4600   | 278,2084   | 538,6684 | 5e   |

### Pentathlon moderne
| Athlètes           | Compétition | Qualifications Poule d'escrime | Qualifications Poule d'escrime | Qualifications Poule d'escrime | Demi-finale | Demi-finale | Demi-finale | Demi-finale | Demi-finale | Demi-finale   | Demi-finale | Demi-finale | Demi-finale | Demi-finale    | Demi-finale | Demi-finale | Demi-finale  | Rang |
| Athlètes           | Compétition | Qualifications Poule d'escrime | Qualifications Poule d'escrime | Qualifications Poule d'escrime | Equitation  | Equitation  | Escrime     | Escrime     | Escrime     | Natation      | Natation    | Natation    | Laser-Run   | Laser-Run      | Laser-Run   | Laser-Run   | Total Points | Rang |
| Athlètes           | Compétition | Vict.                          | Rang                           | Points                         | Rang        | Points      | BR          | Rang        | Points      | Temps         | Rang        | Points      | Hand.       | Temps          | Rang        | Points      | Total Points | Rang |
| ------------------ | ----------- | ------------------------------ | ------------------------------ | ------------------------------ | ----------- | ----------- | ----------- | ----------- | ----------- | ------------- | ----------- | ----------- | ----------- | -------------- | ----------- | ----------- | ------------ | ---- |
| Vladyslav Chekan   | Hommes      | 15                             | 26e                            | 200                            | 4e          | 300         | 0           | 15e         | 200         | 2 min 2 s 82  | 10e         | 305         | 29          | 10 min 19 s 49 | 9e          | 681         | 1486         | 11e  |
| Oleksandr Tovkai   | Hommes      | 24                             | 1er                            | 245                            | 18e         | 0 EL        | 4           | 1er         | 249         | 2 min 0 s 93  | 6           | 309         | 4:36        | 10 min 36 s 41 | 13e         | 664         | 1222         | 17e  |
| Valeriia Permykina | Femmes      | 15                             | 28e                            | 200                            | 7e          | 297         | 4           | 12e         | 204         | 2 min 19 s 78 | 12e         | 271         | 63          | 11 min 35 s 69 | 6e          | 605         | 1377         | 10e  |

| Athlète            | Compétition | Finale     | Finale     | Finale   | Finale   | Finale   | Finale   | Finale   | Finale   | Finale   | Finale    | Finale    | Finale    | Finale    | Finale   | Rang |
| Athlète            | Compétition | Equitation | Equitation | Escrime  | Escrime  | Escrime  | Escrime  | Natation | Natation | Natation | Laser-Run | Laser-Run | Laser-Run | Laser-Run | Total    | Rang |
| Athlète            | Compétition | Points     | Rang       | Pts      | BR       | Rang     | Points   | Temps    | Points   | Rang     | Hand.     | Temps     | Points    | Rang      | Total    | Rang |
| ------------------ | ----------- | ---------- | ---------- | -------- | -------- | -------- | -------- | -------- | -------- | -------- | --------- | --------- | --------- | --------- | -------- | ---- |
| Vladyslav Chekan   | Hommes      | Éliminé    | Éliminé    | Éliminé  | Éliminé  | Éliminé  | Éliminé  | Éliminé  | Éliminé  | Éliminé  | Éliminé   | Éliminé   | Éliminé   | Éliminé   | Éliminé  | 23e  |
| Oleksandr Tovkai   | Hommes      | Éliminé    | Éliminé    | Éliminé  | Éliminé  | Éliminé  | Éliminé  | Éliminé  | Éliminé  | Éliminé  | Éliminé   | Éliminé   | Éliminé   | Éliminé   | Éliminé  | 35e  |
| Valeriia Permykina | Femmes      | Éliminée   | Éliminée   | Éliminée | Éliminée | Éliminée | Éliminée | Éliminée | Éliminée | Éliminée | Éliminée  | Éliminée  | Éliminée  | Éliminée  | Éliminée | 21e  |

### Plongeon
| Athlète                       | Compétition                 | Tour préliminaire | Tour préliminaire | Demi-finale | Demi-finale | Finale     | Finale |
| Athlète                       | Compétition                 | Points            | Rang              | Points      | Rang        | Points     | Rang   |
| ----------------------------- | --------------------------- | ----------------- | ----------------- | ----------- | ----------- | ---------- | ------ |
| Oleksii Sereda                | Haut-vol à 10 m             | 479,45 pts        | 5e                | 405,05 pts  | 11e         | 426,90 pts | 8e     |
| Oleh Kolodiy Danylo Konovalov | Tremplin à 3 m synchronisé  | Non disputé       | Non disputé       | Non disputé | Non disputé | 348,27 pts | 7e     |
| Kirill Boliukh Oleksii Sereda | Haut-vol à 10 m synchronisé | Non disputé       | Non disputé       | Non disputé | Non disputé | 412,65 pts | 5e     |

| Athlète                        | Compétition                 | Tour préliminaire | Tour préliminaire | Demi-finale | Demi-finale | Finale     | Finale   |
| Athlète                        | Compétition                 | Points            | Rang              | Points      | Rang        | Points     | Rang     |
| ------------------------------ | --------------------------- | ----------------- | ----------------- | ----------- | ----------- | ---------- | -------- |
| Viktoriya Kesar                | Tremplin à 3 m              | 217,75 pts        | 27e               | Éliminée    | Éliminée    | Éliminée   | Éliminée |
| Sofiya Lyskun                  | Haut-vol à 10 m             | 253,10 pts        | 25e               | Éliminée    | Éliminée    | Éliminée   | Éliminée |
| Viktoriya Kesar Anna Pysmenska | Tremplin à 3 m synchronisé  | Non disputé       | Non disputé       | Non disputé | Non disputé | 251,37 pts | 7e       |
| Kseniya Baylo Sofiya Lyskun    | Haut-vol à 10 m synchronisé | Non disputé       | Non disputé       | Non disputé | Non disputé | 285,00 pts | 7e       |

### Tennis
| Joueur (n° de tête de série) | Compétition | 1/32e de finale                     | 1/16e de finale                      | 1/8e de finale                           | Quarts de finale    | Demi-finales        | Finale / MB         |
| Joueur (n° de tête de série) | Compétition | Adversaire Résultat                 | Adversaire Résultat                  | Adversaire Résultat                      | Adversaire Résultat | Adversaire Résultat | Adversaire Résultat |
| ---------------------------- | ----------- | ----------------------------------- | ------------------------------------ | ---------------------------------------- | ------------------- | ------------------- | ------------------- |
| Marta Kostyuk (12)           | Dames       | Lulu Sun V 2-0 (6-4, 6-3)           | Clara Burel V 2-0 (7-6, 6-2)         | Donna Vekić D 1-2 (4-6, 6-7, 7-6)        | Éliminée            | Éliminée            | Éliminée            |
| Elina Svitolina              | Dames       | Moyuka Uchijima V 2-0 (6-2, 6-1)    | Jessica Pegula V 2-1 (4-6, 6-1, 6-3) | Barbora Krejčíková D 1-2 (6-7, 6-2, 4-6) | Éliminée            | Éliminée            | Éliminée            |
| Dayana Yastremska            | Dames       | Laura Pigossi V 2-1 (3-6, 7-5, 6-0) | Camila Osorio D 0-2 (6-7, 4-6)       | Éliminé                                  | Éliminé             | Éliminé             | Éliminé             |

| Joueurs (n° de tête de série)       | Compétition | 1/16e de finale                                  | 1/8e de finale                                             | Quarts de finale                                             | Demi-finales         | Finale / MB          |
| Joueurs (n° de tête de série)       | Compétition | Adversaires Résultat                             | Adversaires Résultat                                       | Adversaires Résultat                                         | Adversaires Résultat | Adversaires Résultat |
| ----------------------------------- | ----------- | ------------------------------------------------ | ---------------------------------------------------------- | ------------------------------------------------------------ | -------------------- | -------------------- |
| Marta Kostyuk Dayana Yastremska (7) | Dames       | Magda Linette / Alicja Rosolska V 2-0 (6-4, 6-1) | Hsieh Su-wei / Tsao Chia-yi forfait                        | Éliminées                                                    | Éliminées            | Éliminées            |
| Lyudmyla Kichenok Nadiia Kichenok   | Dames       | Zheng Saisai / Wang Xinyu V 2-0 (6-1, 6-0)       | Danielle Collins / Desirae Krawczyk V 2-1 (3-6, 6-4, 10-7) | Cristina Bucșa / Sara Sorribes Tormo D 1-2 (6-3, 6-4, 10-12) | Éliminées            | Éliminées            |

### Tennis de table
| Athlète(s) (n° de tête de série) | Compétition | 1er tour            | 2e tour             | 3e tour             | 4e tour             | Quart de finale     | Demi-finale         | Finale / MB         | Rang |
| Athlète(s) (n° de tête de série) | Compétition | Adversaire(s) Score | Adversaire(s) Score | Adversaire(s) Score | Adversaire(s) Score | Adversaire(s) Score | Adversaire(s) Score | Adversaire(s) Score | Rang |
| -------------------------------- | ----------- | ------------------- | ------------------- | ------------------- | ------------------- | ------------------- | ------------------- | ------------------- | ---- |
| Yaroslav Zhmudenko (62)          | Simple      | Fan Zhendong D 0-4  | Éliminé             | Éliminé             | Éliminé             | Éliminé             | Éliminé             | Éliminé             | 33e  |

| Athlète(s) (n° de tête de série) | Compétition | 1er tour               | 2e tour                | 3e tour             | 4e tour             | Quart de finale     | Demi-finale         | Finale / MB         | Rang |
| Athlète(s) (n° de tête de série) | Compétition | Adversaire(s) Score    | Adversaire(s) Score    | Adversaire(s) Score | Adversaire(s) Score | Adversaire(s) Score | Adversaire(s) Score | Adversaire(s) Score | Rang |
| -------------------------------- | ----------- | ---------------------- | ---------------------- | ------------------- | ------------------- | ------------------- | ------------------- | ------------------- | ---- |
| Margaryta Pesotska (46)          | Simple      | Orawan Paranang V 4-3  | Bernadette Szőcs D 1-4 | Éliminée            | Éliminée            | Éliminée            | Éliminée            | Éliminée            | 17e  |
| Solomiya Brateyko (50)           | Simple      | Elizabeta Samara D 3-4 | Éliminée               | Éliminée            | Éliminée            | Éliminée            | Éliminée            | Éliminée            | 33e  |

### Tir
| Tireurs          | Compétition                  | Qualification | Qualification | Finale  | Finale                             |
| Tireurs          | Compétition                  | Points        | Rang          | Points  | Rang                               |
| ---------------- | ---------------------------- | ------------- | ------------- | ------- | ---------------------------------- |
| Viktor Bankin    | Pistolet à 10 m air comprimé | 576           | 11e           | Éliminé | 11e                                |
| Pavlo Korostylov | Pistolet à 10 m air comprimé | 576           | 12e           | Éliminé | 12e                                |
| Pavlo Korostylov | Pistolet à 25 m tir rapide   | 587           | 3e            | 16      | 5e                                 |
| Serhiy Kulish    | Carabine à 10 m air comprimé | 627,4         | 27e           | Éliminé | 27e                                |
| Serhiy Kulish    | Carabine à 50 m 3 positions  | 592           | 3e            | 461,3   | Médaille d'argent, Jeux olympiques |

| Tireuses          | Compétition                  | Qualification | Qualification | Finale   | Finale |
| Tireuses          | Compétition                  | Points        | Rang          | Points   | Rang   |
| ----------------- | ---------------------------- | ------------- | ------------- | -------- | ------ |
| Olena Kostevytch  | Pistolet à 10 m air comprimé | 572           | 19e           | Éliminée | 19e    |
| Olena Kostevytch  | Pistolet à 25 m              | 576           | 25e           | Éliminée | 25e    |
| Iryna Malovitchko | Skeet                        | 113           | 24e           | Éliminée | 24e    |

| Tireurs                        | Compétition                  | Qualification | Qualification | Finale / MB          | Finale / MB |
| Tireurs                        | Compétition                  | Points        | Rang          | Adversaires Résultat | Rang        |
| ------------------------------ | ---------------------------- | ------------- | ------------- | -------------------- | ----------- |
| Viktor Bankin Olena Kostevytch | Pistolet à 10 m air comprimé | 572           | 13e           | Éliminés             | 13e         |

### Tir à l'arc
| Athlète            | Compétition | Tour préliminaire | Tour préliminaire | 1/32e de finale        | 1/16e de finale          | 1/8e de finale   | Quart de finale  | Demi-finale      | Finale / MB      | Rang |
| Athlète            | Compétition | Score             | Rang              | Adversaire Score       | Adversaire Score         | Adversaire Score | Adversaire Score | Adversaire Score | Adversaire Score | Rang |
| ------------------ | ----------- | ----------------- | ----------------- | ---------------------- | ------------------------ | ---------------- | ---------------- | ---------------- | ---------------- | ---- |
| Mykhailo Usach     | Hommes      | 651               | 48e               | Marcus D'Almeida D 2-6 | Éliminé                  | Éliminé          | Éliminé          | Éliminé          | Éliminé          | 33e  |
| Veronika Marchenko | Femmes      | 657               | 25e               | Li Tsai-chi V 6-4      | Alejandra Valencia D 4-6 | Éliminée         | Éliminée         | Éliminée         | Éliminée         | 17e  |

| Athlètes                          | Compétition | Tour préliminaire | Tour préliminaire | 1/8e de finale    | Quart de finale   | Demi-finale       | Finale / MB       | Rang |
| Athlètes                          | Compétition | Score             | Rang              | Adversaires Score | Adversaires Score | Adversaires Score | Adversaires Score | Rang |
| --------------------------------- | ----------- | ----------------- | ----------------- | ----------------- | ----------------- | ----------------- | ----------------- | ---- |
| Veronika Marchenko Mykhailo Usach | Mixte       | 1308              | 21e               | Éliminés          | Éliminés          | Éliminés          | Éliminés          | 21e  |

## Documentaire
- La Flamme ukrainienne, France 3, 2024.